# Mistrovství světa v rychlobruslení juniorů 2014
Mistrovství světa v rychlobruslení juniorů 2014 se konalo ve dnech 7.–9. března 2014 v rychlobruslařské hale Fosenhallen v norském Bjugnu. Celkově se jednalo o 43. světový šampionát pro chlapce a 42. pro dívky.
Českou výpravu tvořily Eliška Dřímalová, Natálie Kerschbaummayr a Nikola Zdráhalová.
| Program                                                | Program                                                                | Program                                                        |
| ------------------------------------------------------ | ---------------------------------------------------------------------- | -------------------------------------------------------------- |
| 7. března                                              | 8. března                                                              | 9. března                                                      |
| 500 m dívky 500 m chlapci 1500 m dívky 3000 m chlapci2 | 500 m chlapci1 1000 m dívky 1500 m chlapci 3000 m dívky 5000 m chlapci | 500 m dívky1 1000 m chlapci1 družstva chlapci1 družstva dívky1 |

1 závody, které se nezapočítávají do víceboje
2 závod, který je pouze součástí víceboje

## Chlapci

### 500 m
Závodu se zúčastnilo 24 závodníků.
| Pořadí           | Jméno               | Země        | Čas 1       | Čas 2       | Celkový čas |
| ---------------- | ------------------- | ----------- | ----------- | ----------- | ----------- |
| Zlatá medaile    | Kai Verbij          | Nizozemsko  | 36,49 (1.)  | 36,52 (1.)  | 73,010      |
| Stříbrná medaile | Takuja Goto         | Japonsko    | 36,63 (2.)  | 36,79 (2.)  | 73,420      |
| Bronzová medaile | Dai Dai N'tab       | Nizozemsko  | 36,74 (3.)  | 36,83 (3.)  | 73,570      |
| 4.               | Jang Sung-jong      | Jižní Korea | 36,91 (5.)  | 37,04 (6.)  | 73,950      |
| 5.               | Piotr Michalski     | Polsko      | 36,88 (4.)  | 37,14 (7.)  | 74,020      |
| 6.               | Armin Hager         | Rakousko    | 37,19 (8.)  | 36,95 (4.)  | 74,140      |
| 7.               | Joel Dufter         | Německo     | 37,29 (10.) | 37,03 (5.)  | 74,320      |
| 8.               | Johann Jørgen Sæves | Norsko      | 37,18 (7.)  | 37,20 (8.)  | 74,380      |
| 9.               | Ignat Golovaťuk     | Bělorusko   | 37,13 (6.)  | 37.44 (14.) | 74,570      |
| 10.              | Andrew Astalos      | USA         | 37,31 (12.) | 37,30 (10.) | 74,610      |

### 1000 m
Závodu se zúčastnilo 36 závodníků.
| Pořadí           | Jméno               | Země        | Celkový čas |
| ---------------- | ------------------- | ----------- | ----------- |
| Zlatá medaile    | Kai Verbij          | Nizozemsko  | 1:12,40     |
| Stříbrná medaile | Armin Hager         | Rakousko    | 1:13,01     |
| Bronzová medaile | Taro Kondo          | Japonsko    | 1:13,38     |
| 4.               | Joel Dufter         | Německo     | 1:13,54     |
| 5.               | Vasilij Melnikov    | Rusko       | 1:13,89     |
| 6.               | Thijs Roozen        | Nizozemsko  | 1:14,09     |
| 7.               | Piotr Michalski     | Polsko      | 1:14,14     |
| 8.               | Jang Sung-jong      | Jižní Korea | 1:14,16     |
| 9.               | Daniel Dubreuil     | Kanada      | 1:14,47     |
| 10.              | Johann Jørgen Sæves | Norsko      | 1:14,63     |

### 1500 m
Závodu se zúčastnilo 45 závodníků.
| Pořadí           | Jméno           | Země        | Celkový čas |
| ---------------- | --------------- | ----------- | ----------- |
| Zlatá medaile    | Jang Fan        | Čína        | 1:51,87     |
| Stříbrná medaile | Kai Verbij      | Nizozemsko  | 1:52,74     |
| Bronzová medaile | Patrick Roest   | Nizozemsko  | 1:53,01     |
| 4.               | Kim Min-sok     | Jižní Korea | 1:53,24     |
| 5.               | Taro Kondo      | Japonsko    | 1:53,28     |
| 6.               | Willem Hoolwerf | Nizozemsko  | 1:53,34     |
| 7.               | So Han-dže      | Jižní Korea | 1:53,35     |
| 8.               | Thijs Roozen    | Nizozemsko  | 1:53,61     |
| 9.               | Emery Lehman    | USA         | 1:53,65     |
| 10.              | Liou I-ming     | Čína        | 1:53,68     |

### 5000 m
Závodu se zúčastnilo 26 závodníků.
| Pořadí           | Jméno              | Země        | Celkový čas |
| ---------------- | ------------------ | ----------- | ----------- |
| Zlatá medaile    | Nils van der Poel  | Švédsko     | 6:41,29     |
| Stříbrná medaile | Patrick Roest      | Nizozemsko  | 6:43,88     |
| Bronzová medaile | Emery Lehman       | USA         | 6:43,97     |
| 4.               | Willem Hoolwerf    | Nizozemsko  | 6:46,41     |
| 5.               | Kim Min-sok        | Jižní Korea | 6:51,86     |
| 6.               | Seitaró Ičinohe    | Japonsko    | 6:53,39     |
| 7.               | Viktor Hald Thorup | Dánsko      | 6:55,23     |
| 8.               | Liou I-ming        | Čína        | 6:56,05     |
| 9.               | Shane Williamson   | Japonsko    | 6:57,00     |
| 10.              | Jang Fan           | Čína        | 6:57,65     |

### Stíhací závod družstev
Závodu se zúčastnilo 14 týmů. První čtyři týmy z kvalifikace postoupily do finále.
| Pořadí           | Jméno                                                                 | Kvalifikace  | Finále  |
| ---------------- | --------------------------------------------------------------------- | ------------ | ------- |
| Zlatá medaile    | Jižní Korea Kim Min-sok, So Han-dže, Pak Ki-ung                       | 4:00,58 (1.) | 4:01,42 |
| Stříbrná medaile | Japonsko Shane Williamson, Šoja Ogawa, Seitaró Ičinohe                | 4:00,82 (2.) | 4:02,05 |
| Bronzová medaile | Čína Jang Fan, Liou I-ming, Sü Čcheng-lung                            | 4:02,24 (3.) | 4:02,59 |
| 4.               | Nizozemsko Thijs Roozen*, Willem Hoolwerf, Patrick Roest, Kai Verbij* | 4:03,92 (4.) | 4:07,46 |

* Roozen startoval v kvalifikaci, ve finále jej nahradil Verbij

### Víceboj
Závodu se zúčastnilo 29 závodníků.
| Pořadí           | Jméno             | Země        | 500 m       | 3000 m        | 1500 m        | 5000 m        | Počet bodů |
| ---------------- | ----------------- | ----------- | ----------- | ------------- | ------------- | ------------- | ---------- |
| Zlatá medaile    | Patrick Roest     | Nizozemsko  | 37,99 (10.) | 3:52,05 (1.)  | 1:53,01 (2.)  | 6:43,88 (2.)  | 154,723    |
| Stříbrná medaile | Willem Hoolwerf   | Nizozemsko  | 38,14 (13.) | 3:54,06 (2.)  | 1:53,34 (4.)  | 6:46,41 (4.)  | 155,571    |
| Bronzová medaile | Emery Lehman      | USA         | 38,31 (15.) | 3:55,31 (3.)  | 1:53,65 (7.)  | 6:43,97 (3.)  | 155,808    |
| 4.               | Jang Fan          | Čína        | 37,26 (3.)  | 3:57,38 (6.)  | 1:51,87 (1.)  | 6:57,65 (9.)  | 155,878    |
| 5.               | Kim Min-sok       | Jižní Korea | 37,98 (9.)  | 3:57,02 (5.)  | 1:53,24 (3.)  | 6:51,86 (5.)  | 156,415    |
| 6.               | Liou I-ming       | Čína        | 37,39 (4.)  | 3:57,73 (7.)  | 1:53,68 (8.)  | 6:56,05 (7.)  | 156,509    |
| 7.               | Nils van der Poel | Švédsko     | 38,68 (20.) | 3:56,32 (4.)  | 1:56,95 (18.) | 6:41,29 (1.)  | 157,178    |
| 8.               | So Han-dže        | Jižní Korea | 37,70 (6.)  | 3:58,29 (11.) | 1:53,35 (5.)  | 6:59,92 (11.) | 157,190    |
| 9.               | Michail Kazelin   | Rusko       | 37,22 (2.)  | 3:58,13 (9.)  | 1:54,78 (12.) | 7:01,86 (13.) | 157,354    |
| 10.              | Shane Williamson  | Japonsko    | 38,05 (11.) | 3:59,65 (12.) | 1:54,49 (11.) | 6:57,00 (8.)  | 157,854    |

## Dívky

### 500 m
Závodu se zúčastnilo 24 závodnic.
| Pořadí           | Jméno                  | Země        | Čas 1       | Čas 2       | Celkový čas |
| ---------------- | ---------------------- | ----------- | ----------- | ----------- | ----------- |
| Zlatá medaile    | Vanessa Bittnerová     | Rakousko    | 39,71 (1.)  | 39,97 (1.)  | 79,680      |
| Stříbrná medaile | Antoinette de Jongová  | Nizozemsko  | 40,20 (2.)  | 40,53 (3.)  | 80,730      |
| Bronzová medaile | Bente van den Bergeová | Nizozemsko  | 40,48 (4.)  | 40,48 (2.)  | 80,960      |
| 4.               | Kim Min-son            | Jižní Korea | 40,61 (5.)  | 40,55 (4.)  | 81,160      |
| 5.               | Čang Jon-ču            | Jižní Korea | 40,40 (3.)  | 40,92 (8.)  | 81,320      |
| 6.               | Š' Siao-süan           | Čína        | 40,72 (6.)  | 40,63 (5.)  | 81,350      |
| 7.               | Sanneke de Neelingová  | Nizozemsko  | 40,90 (9.)  | 40,73 (7.)  | 81,630      |
| 8.               | Darja Kačanovová       | Rusko       | 41,10 (12.) | 40,69 (6.)  | 81,790      |
| 9.               | Tchang Wen             | Čína        | 41,00 (10.) | 40,98 (9.)  | 81,980      |
| 10.              | Sun Nan                | Čína        | 40,78 (7.)  | 41,31 (12.) | 82,090      |
|                  |                        |             |             |             |             |
| 19.              | Nikola Zdráhalová      | Česko       | 42,10 (21.) | 41,52 (16.) | 83,620      |

### 1000 m
Závodu se zúčastnilo 44 závodnic.
| Pořadí           | Jméno                  | Země        | Celkový čas |
| ---------------- | ---------------------- | ----------- | ----------- |
| Zlatá medaile    | Antoinette de Jongová  | Nizozemsko  | 1:18,82     |
| Stříbrná medaile | Melissa Wijfjeová      | Nizozemsko  | 1:19,46     |
| Bronzová medaile | Sanneke de Neelingová  | Nizozemsko  | 1:20,51     |
| 4.               | Vanessa Bittnerová     | Rakousko    | 1:20,70     |
| 5.               | Jelizaveta Kazelinová  | Rusko       | 1:20,94     |
| 6.               | Pak Čo-won             | Jižní Korea | 1:21,61     |
| 7.               | Sun Nan                | Čína        | 1:22,71     |
| 8.               | Kim Min-son            | Jižní Korea | 1:22,86     |
| 9.               | Nam Či-un              | Jižní Korea | 1:23,03     |
| 10.              | Sophie Reinländerová   | Německo     | 1.23,08     |
|                  |                        |             |             |
| 19.              | Nikola Zdráhalová      | Česko       | 1:24,03     |
| 37.              | Natálie Kerschbaummayr | Česko       | 1:27,14     |

### 1500 m
Závodu se zúčastnilo 47 závodnic.
| Pořadí           | Jméno                    | Země        | Celkový čas |
| ---------------- | ------------------------ | ----------- | ----------- |
| Zlatá medaile    | Melissa Wijfjeová        | Nizozemsko  | 2:00,65     |
| Stříbrná medaile | Antoinette de Jongová    | Nizozemsko  | 2:01,71     |
| Bronzová medaile | Jelizaveta Kazelinová    | Rusko       | 2:03,97     |
| 4.               | Pak Čo-won               | Jižní Korea | 2:04,25     |
| 5.               | Sanneke de Neelingová    | Nizozemsko  | 2:04,37     |
| 6.               | Jade van der Molenová    | Nizozemsko  | 2:04,81     |
| 7.               | Sofie Karoline Haugenová | Norsko      | 2:06,76     |
| 8.               | Chan Mej                 | Čína        | 2:06,88     |
| 9.               | Vanessa Bittnerová       | Rakousko    | 2:07,11     |
| 10.              | Nam Či-un                | Jižní Korea | 2:07,34     |
|                  |                          |             |             |
| 17.              | Nikola Zdráhalová        | Česko       | 2:09,20     |
| 29.              | Natálie Kerschbaummayr   | Česko       | 2:11,61     |
| 34.              | Eliška Dřímalová         | Česko       | 2:12,63     |

### 3000 m
Závodu se zúčastnilo 38 závodnic.
| Pořadí           | Jméno                  | Země        | Celkový čas |
| ---------------- | ---------------------- | ----------- | ----------- |
| Zlatá medaile    | Antoinette de Jongová  | Nizozemsko  | 4:16,74     |
| Stříbrná medaile | Melissa Wijfjeová      | Nizozemsko  | 4:19,22     |
| Bronzová medaile | Jade van der Molenová  | Nizozemsko  | 4:21,39     |
| 4.               | Jelizaveta Kazelinová  | Rusko       | 4:24,90     |
| 5.               | Pak Čo-won             | Jižní Korea | 4:24,96     |
| 6.               | Chan Mej               | Čína        | 4:27,21     |
| 7.               | Sanneke de Neelingová  | Nizozemsko  | 4:28,39     |
| 8.               | Nene Sakaiová          | Japonsko    | 4:29,37     |
| 9.               | Leia Behlauová         | Německo     | 4:30,16     |
| 10.              | Inga Anne Vasaasenová  | Norsko      | 4:30,70     |
|                  |                        |             |             |
| 20.              | Nikola Zdráhalová      | Česko       | 4:37,64     |
| 23.              | Natálie Kerschbaummayr | Česko       | 4:38,90     |
| 27.              | Eliška Dřímalová       | Česko       | 4:43,09     |

### Stíhací závod družstev
Závodu se zúčastnilo 14 týmů. První čtyři týmy z kvalifikace postoupily do finále.
| Pořadí           | Jméno                                                                      | Kvalifikace  | Finále  |  |
| ---------------- | -------------------------------------------------------------------------- | ------------ | ------- |  |
| Zlatá medaile    | Nizozemsko Antoinette de Jongová, Melissa Wijfjeová, Jade van der Molenová | 3:11,66 (1.) | 3:11,09 |  |
| Stříbrná medaile | Jižní Korea Pak Čo-won, Pak Či-u, Nam Či-un                                | 3:15,03 (2.) | 3:18,89 |  |
| Bronzová medaile | Japonsko Nacumi Takajamaová, Nene Sakaiová, Ajano Satóová                  | 3:18,53 (3.) | 3:20,73 |  |
| 4.               | Rusko Jelizaveta Kazelinová, Jelena Jeraninová, Natalja Voroninová         | 3:19,07 (4.) | 3:23,48 |  |
|                  |                                                                            |              |         |  |
| 8.               | Česko Eliška Dřímalová, Natálie Kerschbaummayr, Nikola Zdráhalová          | 3:26,30 (8.) | —       |  |

### Víceboj
Závodu se zúčastnilo 30 závodnic.
| Pořadí           | Jméno                   | Země        | 500 m       | 1500 m        | 1000 m        | 3000 m        | Počet bodů |
| ---------------- | ----------------------- | ----------- | ----------- | ------------- | ------------- | ------------- | ---------- |
| Zlatá medaile    | Antoinette de Jongová   | Nizozemsko  | 40,20 (2.)  | 2:01,71 (2.)  | 1:18,82 (1.)  | 4:16,74 (1.)  | 162,970    |
| Stříbrná medaile | Melissa Wijfjeová       | Nizozemsko  | 40,78 (4.)  | 2:00,65 (1.)  | 1:19,46 (2.)  | 4:19,22 (2.)  | 163,929    |
| Bronzová medaile | Jelizaveta Kazelinová   | Rusko       | 40,51 (3.)  | 2:03,97 (3.)  | 1:20,94 (5.)  | 4:24,90 (3.)  | 166,453    |
| 4.               | Sanneke de Neelingová   | Nizozemsko  | 40,90 (5.)  | 2:04,37 (5.)  | 1:20,51 (3.)  | 4:28,39 (6.)  | 167,342    |
| 5.               | Pak Čo-won              | Jižní Korea | 42,08 (16.) | 2:04,25 (4.)  | 1:21,61 (6.)  | 4:24,96 (4.)  | 168,461    |
| 6.               | Chan Mej                | Čína        | 41,54 (10.) | 2:06,88 (7.)  | 1:23,22 (10.) | 4:27,21 (5.)  | 169,978    |
| 7.               | Nam Či-un               | Jižní Korea | 42,17 (20.) | 2:07,34 (9.)  | 1:23,03 (7.)  | 4:32,98 (11.) | 171,627    |
| 8.               | Ajano Satóová           | Japonsko    | 41,97 (15.) | 2:08,10 (11.) | 1:24,08 (18.) | 4:31,19 (10.) | 171,908    |
| 9.               | Aleksandra Kapruziaková | Polsko      | 41,66 (13.) | 2:09,46 (15.) | 1:23,14 (9.)  | 4:33,65 (12.) | 171,991    |
| 10.              | Sophie Reinländerová    | Německo     | 41,69 (14.) | 2:09,05 (13.) | 1:23,08 (8.)  | 4:36,52 (14.) | 172,332    |
|                  |                         |             |             |               |               |               |            |
| 13.              | Nikola Zdráhalová       | Česko       | 42,10 (18.) | 2:09,20 (14.) | 1:24,03 (17.) | 4:37,64 (15.) | 173,454    |
| 19.              | Natálie Kerschbaummayr  | Česko       | 43,21 (25.) | 2:11,61 (22.) | 1:27,14 (26.) | 4:38,90 (18.) | 177,133    |